# Генріх Арнцен
Генріх Арнцен (нім. Heinrich Arntzen; 11 вересня 1894, Іссельбург — ?) — німецький льотчик-ас, лейтенант Імперської армії.

## Біографія
В 1916 році літав у складі 34-го, а потім 2-го льотного дивізіону як спостерігач, де здобув кілька перемог, перша з яких була досягнута спільно з унтерофіцером Швабе. Після підготовки в льотній школі Арнцена направили в 1917 році в 15-ту винищувальну ескадрилью, де служив технічним офіцером частини. 13 січня 1918 року призначений командиром 50-ї винищувальної ескадрильї, яку очолював свого поранення під час атаки на аеростат 27 травня.
15 січня 1923 року почав працювати в Гуго Юнкерса як помічника технічного директора фабрики, займався питаннями спільної організації, теплотехніки та енергетики, прийомом на роботу нових працівників. З 1 серпня 1925 року — керівник відділу зв'язку із зарубіжними філіями фабрики Юнкерса. З липня 1927 року займався підготовкою експедиції до Ємену і пізніше керував нею. В 1928 розробив суцільнометалевий літак А 50, випробування якого пройшли в 1929 році.
31 грудня 1929 року залишиув роботу в Юнкерса і з січня 1930 року керував проектним відділом, який займався питаннями відповідного використання металів (особливо дюралюмінію), на фабриці металовиробів у Дюрені. В 1935 році заснував компанію Arntzen-Leichtbau KG, Brackwede i.W., яка в 1945 році була демонтована радянською окупаційною владою. В 1950 році відкрив власне інженерне бюро, де займався питаннями теплотехніки та енергетики, полегшеними конструкціями та встановленням музичних органів.

## Нагороди
- Залізний хрест 2-го і 1-го класу
- Королівський орден дому Гогенцоллернів, лицарський хрест з мечами
- Почесний хрест ветерана війни з мечами